# أوستين واتسون
أوستين واتسون (بالإنجليزية: Austin Watson) هو لاعب هوكي الجليد أمريكي، ولد في 13 يناير 1992 في آن آربر في الولايات المتحدة.

## وصلات خارجية
- أوستين واتسون على موقع دوري الهوكي الوطني (الإنجليزية)
- أوستين واتسون على موقع EliteProspects.com (الإنجليزية)
- أوستين واتسون على موقع HockeyDB.com (الإنجليزية)
- أوستين واتسون على موقع Hockey-Reference.com (الإنجليزية)